# Laboratori di preghiera e vita
I Laboratori di Preghiera e Vita (in spagnolo Talleres de Oración y Vida, sigla T.O.V.) sono un'associazione internazionale di fedeli di diritto pontificio.

## Storia
L'associazione fu fondata nel 1984 a Santiago del Cile dal sacerdote cappuccino Ignacio Larrañaga per introdurre i fedeli a un approccio metodico alla preghiera.
Il fondatore formò "guide" di varie nazionalità per avviare laboratori di preghiera in vari paesi e nel 1987 fu adottato un "Manuale di preghiera e vita" alla cui stesura contribuirono guide provenienti da quindici paesi diversi.
Il Pontificio consiglio per i laici riconobbe i Laboratori come associazione internazionale di fedeli di diritto pontificio il 4 ottobre 1997.

## Attività e diffusione
Ciascun laboratorio di Preghiera e Vita è diretto da una o due guide e ha l'intento di fornire ai partecipanti un metodo pratico per imparare a pregare.
L'attività dei Laboratori è diretta e organizzata da coordinamenti locali, nazionali, zonali e da un Coordinamento internazionale.
L'associazione conta 15 025 membri ed è presente in trentasei nazioni. La sede centrale dell'associazione è a Mérida, in Messico.